# Wang’s Carpets
Wang’s Carpets (englisch für Wangs Teppiche) ist eine Science-Fiction-Kurzgeschichte des australischen Schriftstellers Greg Egan, zuerst veröffentlicht in New Legends bearbeitet von Greg Bear und Martin H. Greenberg am 5. April 1995. Die Kurzgeschichte wurde ebenfalls in den Anthologien The Year’s Best Science Fiction: Thirteenth Annual Collection im Jahr 1996 und Best of the Best: 20 Years of the Year’s Best Science Fiction im Jahr 2005, beide bearbeitet von Gardner Dozois, sowie in The Mammoth Book of Extreme Science Fiction bearbeitet von Mike Ashley im Jahr 2006 veröffentlicht. Die Kurzgeschichte ist zudem Teil des Romans Diaspora (jedoch leicht abgeändert), dessen deutsche Übersetzung im Jahr 2000 vom Heyne Verlag in München veröffentlicht wurde. Der Titel bezieht sich auf den Mathematiker Hao Wang (oder Wang Hao in chinesischer Reihenfolge).

## Handlung
Als die Polis Carter-Zimmermann den Planeten Orpheus im Orbit um den Stern Wega erreicht, wird außerirdisches Leben in dessen Ozeanen gefunden. Ein erster Kontaktversuch schlägt fehlt, aber hinuntergeschickte Mikrosonden enthüllen ihre Struktur als die von Teppichen, bestehend aus 20.000 Polysacchariden. Eine genauere Betrachtung zeigt, dass diese Teppiche durch Anbau neuer Polysaccharide wachsen und diese einer Wang-Parkettierung entsprechen. Nach einem Theorem von Hao Wang kann jede Turing-Maschine auf diese Art beschrieben werden, wobei neue Zeilen neuen Iterationen der Berechnung entsprechen. Eine Fourier-Transformation zeigt, dass die Teppiche ein sechzehndimensionales Universum mit tintenfischartigen Außerirdischen darin simulieren. Auch wenn diese zu kontaktieren unmöglich ist, reflektieren die Charaktere darüber, dass auf Außerirdische zu warten, mit denen sie kommunizieren können, und diese als isoliert zu betrachten, auch komplett umgekehrt zutrifft.

## Kritik
Rich Horton vergleicht im Locus Magazine die Kurzgeschichte 3-adica von Greg Egan mit Wang’s Carpets und nennt diese eine seiner absolut besten („one of his very best“).
Greg Johnson schreibt auf der SF Site, dass die Referenzen auf Gleisner-Körper und physiologische Modelle im Kontext von Egans Universums sehr aufschlussreich seien („the references to ‚Gleisner body‘ and ‚physiological model‘, in the context of Egan’s universe, are very revealing“) und dass Egans technische und wissenschaftliche Sprache einem doppelten Zweck dient („Egan’s technical and scientific language works to a double purpose“), da diese zum Worldbuilding und zur Charakterisierung beiträgt („it contributes to the story’s world-building and adds to characterization“).